# هوش بازاریابی
هوش بازاریابی (MI) (به انگلیسی: Marketing intelligence) اطلاعات روزمره مربوط به بازارهای یک شرکت است که به منظور تصمیم‌گیری دقیق و مطمئن 
در تعیین فرصت‌های بازار، استراتژی نفوذ در بازار و معیارهای توسعه بازار جمع‌آوری و تجزیه و تحلیل می‌شود. هنگام ورود به بازارهای خارجی، هوش بازاریابی ضروری است.

## مفهوم هوش بازاریابی

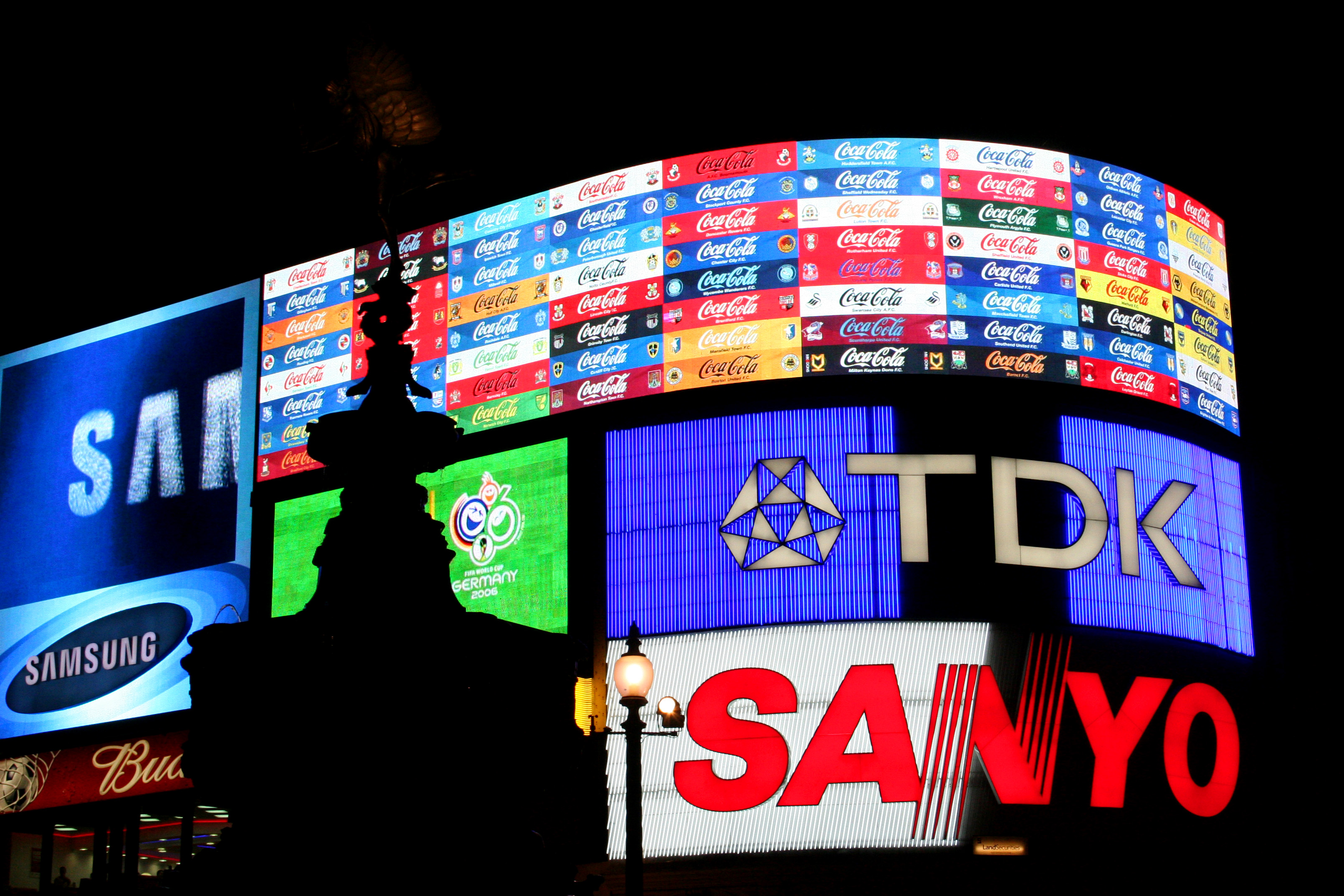
تبلیغ : نوعی بازاریابی

هوش بازاریابی تفکر مورد نیاز را تعیین می‌کند، آن را با جستجوی محیط جمع‌آوری کرده و به مدیران بازاریابی که به آن نیاز دارند می‌رساند. نرم‌افزارهای هوش بازاریابی را می‌توان با استفاده از یک نرم‌افزار داخلی یا نرم‌افزاری به عنوان مدل سرویس (SaaS یا مبتنی بر ابر) به کار گرفت. این سیستم‌ها داده‌ها را از منابع داده متفاوتی مانند تجزیه و تحلیل وب، هوش تجاری، مرکز تماس و داده‌های فروش، که اغلب گزارش‌های جداگانه ای هستند، می‌گیرند و آنها را در یک محیط واحد قرار می‌دهند. برای جمع‌آوری اطلاعات بازاریابی، مدیران بازاریابی باید دائماً با کتاب‌ها، روزنامه‌ها و نشریات تجاری مرتبط در ارتباط باشند. آنها باید با ذینفعان مختلف مانند مشتریان، توزیع‌کنندگان و تأمین‌کنندگان صحبت کنند. علاوه بر این، آنها همچنین باید بر رسانه‌های اجتماعی نظارت داشته و بحث‌های آنلاین را انجام دهند. مدیران بازاریابی می‌توانند گزارش‌هایی طراحی کنند که داده‌های مربوط به بخش‌ها و منابع مختلف (حتی، در برخی موارد، داده‌های خارجی) را مرتبط و منسجم کند. این به آنها این امکان را می‌دهد تا شاخص‌های کلیدی عملکرد فعلی را در زمان واقعی (یا به همان سرعت که منابع داده‌ها را ارائه می‌دهند) ببینند و روندها را تجزیه و تحلیل کنند، نه اینکه منتظر ارائه گزارش‌های دوره ای توسط تحلیلگران باشند.
سیستم‌های هوش بازاریابی طوری طراحی شده‌اند که مدیران بازاریابی از آنها استفاده می‌کنند و اغلب توسط کارکنان در سراسر سازمان مشاهده می‌شوند. سیستم‌های قابل توجه در بازار شامل Contify , Uptime , Leadtime , Pardot , Marketo و Hubspot هستند. آنها ممکن است دارای رابط‌های کاربری باشند که شباهت زیادی به نرم‌افزارهای مصرفی دارند تا نرم‌افزارهای موجود در منابع داده جداگانه، که برای استفاده تحلیلگران طراحی شده‌اند. به عنوان مثال، هوش تجاری می‌تواند داده‌های بسیار دقیق، به موقع و جامع را جمع‌آوری کند، اما اغلب برای ایجاد و ویرایش گزارش‌های سفارشی به پشتیبانی فناوری اطلاعات نیازدارد.
از نظر سازمانی، هوش بازاریابی می‌تواند نام دپارتمانی باشد که هر دو نقش بازار و تحلیل رقبا را ایفا می‌کند. هوش تجاری از هرنوع ممکن است در کنار (یا صرفاً توسط) بخش دارایی، برای اندازه‌گیری سهم بازار و تعیین اهداف رشد، گروه ادغام و کسب درآمد برای بررسی فرصتهای کسب، و بخش حقوقی برای حفاظت از سازمان، مسئولیت آنها باشد.

## مراحل
با اعمال مراحل زیر، سیستم هوش بازاریابی یک شرکت برای عملکرد مؤثر آن مفید خواهدبود.
- به نیروهای فروش آموزش و انگیزه دهید: نیروی فروش یک شرکت می‌تواند منبع عالی اطلاعاتی در مورد روندهای فعلی بازار باشد. آنها «جمع‌کننده اطلاعات» شرکت هستند. حقایق به دست آمده می‌تواند در مورد راهکارهای شرکت در بازار باشد، خواه نیاز به پیشرفت باشد یا نه یا فرصتی برای محصولات جدید وجود داشته باشد، و غیره. همچنین می‌تواند منبعی معتبر برای اطلاع از فعالیت‌های رقبا، مصرف‌کنندگان، توزیع کنندگان و خرده فروشان ارائه‌دهد.
- ایجاد انگیزه در توزیع کنندگان، خرده فروشان و سایر واسطه‌ها برای ارائه اطلاعات مهم: متخصصان برای جمع‌آوری اطلاعات بازاریابی توسط شرکتها استخدام می‌شوند. به منظور سنجش کیفیت تولید، نحوه رفتار کارکنان با مشتریان، ارائه کیفیت امکانات؛ خرده فروشان و ارائه دهندگان خدمات خریداران بالقوه می‌فرستند. همچنین شرکت‌ها می‌توانند با استفاده از خریداران بالقوه، کیفیت تجربه مشتری را با مغازه‌ها ارزیابی‌کنند.
- شبکه خارجی: هر شرکتی باید از رقبای خود اطلاع داشته باشد. هوش رقابتی رشته وسیع تری از تحقیق، تجزیه و تحلیل و تدوین داده‌ها و اطلاعات از کل محیط رقابتی هر سازمان را توصیف می‌کند. این را می‌توان با خرید محصولات رقیب، بررسی کمپین‌های تبلیغاتی، پوشش رسانه ای مطبوعات، خواندن گزارشات منتشر شده آنها و غیره انجام داد. اطلاعات رقابتی باید قانونی و اخلاقی باشد.
- راه اندازی پنل مشاوره مشتری: شرکت‌ها می‌توانند پنل‌هایی متشکل از مشتریان را راه اندازی کنند. آنها می‌توانند بزرگترین مشتریان شرکت یا نمایندگان مشتریان یا صریح‌ترین مشتریان باشند. بسیاری از مدارس تجاری پنل‌هایی متشکل از فارغ التحصیلان تشکیل می‌دهند که دانش و تخصص خود را ارائه می‌دهند و در تشکیل برنامه درسی دوره کمک‌می‌کنند.
- استفاده بهینه از منابع داده دولتی: دولتهای تقریباً همه کشورها گزارشهایی در مورد روند جمعیت، ویژگیهای جمعیتی، تولیدات کشاورزی و بسیاری دیگر از این اطلاعات منتشر می‌کنند. همه این داده‌ها باید به عنوان داده‌های پایه نامیده شوند یا می‌توان از آنها نام برد. این می‌تواند در برنامه‌ریزی و تدوین سیاست‌های شرکت‌ها کمک کند.
- اطلاعات خریداری شده از تأمین کنندگان خارجی: برخی از آژانس‌ها داده‌هایی را می‌فروشند که می‌تواند برای شرکت‌های دیگر مفید باشد. به عنوان مثال، کانال‌های تلویزیونی به اطلاعاتی در مورد تعداد بینندگان، رتبه‌بندی برنامه‌های تلویزیونی و غیره نیاز خواهند داشت. یک آژانس که این اطلاعات را محاسبه کرده و این داده‌ها را تولید می‌کند، آن را در اختیار شرکت‌های نیازمند قرارمی‌دهد.
- جمع‌آوری اطلاعات رقابتی از طریق بازخورد آنلاین مشتریان: نگاه مشتری به محصول برای هر شرکتی ضروری است. در نهایت این مشتری است که محصول را خریداری می‌کند؛ بنابراین بازخورد مشتری باید گرفته شود. از بسترهای آنلاین مانند چت روم‌ها، وبلاگ‌ها، تالارهای گفتگو، تابلوهای بررسی مشتری می‌توان برای ایجاد بازخورد مشتری استفاده کرد. این امر شرکت را قادر می‌سازد تا تجربیات و برداشت‌های مشتری را درک کند. برای شرکت‌ها آسان‌تر می‌شود که از یک سیستم ساختار یافته برای این کار استفاده کنند، زیرا می‌تواند پیامهای مربوطه را بدون مشکل اسکن کند.